# Pärsti (plaats)
Pärsti (Duits: Perst, ook wel Neu-Perst) is een plaats in de Estlandse provincie Viljandimaa, behorend tot de gemeente Viljandi vald. De plaats heeft de status van dorp (Estisch: küla).
Tot 2013 vormde Pärsti een afzonderlijke landgemeente (Pärsti vald) met een oppervlakte van 210 km² en 3600 inwoners (2013). De gemeente telde 27 nederzettingen met als hoofdplaats Jämejala. In 2013 ging Pärsti op in de gemeente Viljandi vald.

## Bevolking
Het dorp had 145 inwoners op 31 december 2011 en 120 inwoners op 31 december 2021.

## Ligging
Bij het dorp Pärsti lag tot in 1919 een landgoed. De laatste eigenaar voor het landgoed in 1919 door het onafhankelijk geworden Estland werd onteigend, was Peter Clapier de Colongue. Het hoofdgebouw, dat geheel van hout is, is bewaard gebleven. Het doet dienst als schoolgebouw.